# Julius Seeth

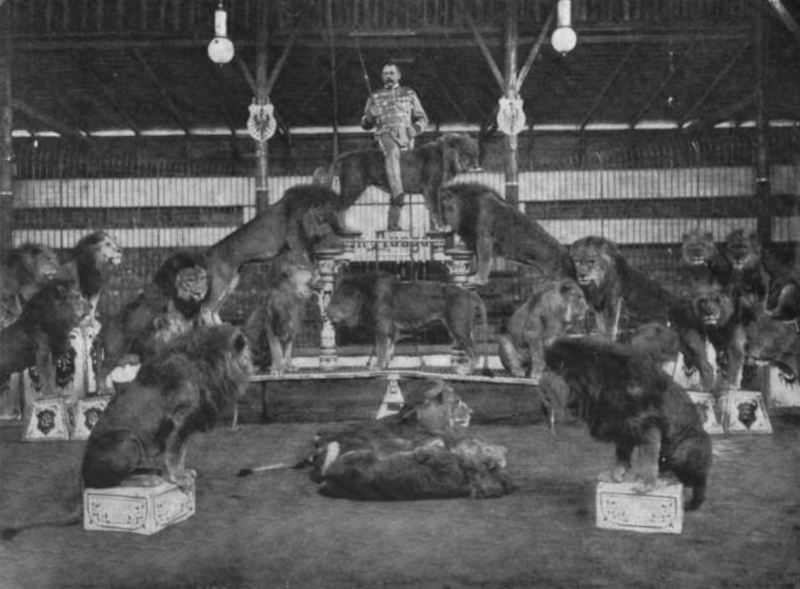

Julius Seeth (* 9. Februar 1863 in Kollmoor, Holstein; † 20. Januar 1939 in Frankfurt am Main) war ein deutscher Löwendompteur.

## Leben
Seeth wuchs als Sohn eines Gastwirts und Fährmanns an der Niederelbe auf. Mit 17 Jahren begann Seeth 1880 seine Ausbildung als Raubtierdompteur in Wilhelm Hagenbecks (1850–1910) Raubtierschau in Hamburg. In den folgenden Jahren arbeitete er mit eigenen Löwengruppen in verschiedenen Zirkussen Europas. Seine größte Gruppe umfasste 25 Löwen. Bis 1884 verwendete er dabei das Pseudonym Julius Batty, in Anlehnung an den berühmten englischen Dompteur Thomas Batty (um 1832–1903), der in den 1860er Jahren mit sechs Löwen durch Europa tourte.
Im Jahr 1905 übernahm er die Leitung des von seinem Schwager, dem Pferdedresseur Albert Schumann (1858–1939), am Frankfurter Hauptbahnhof neu errichteten Schumann-Theaters, das über fast 4000 Sitzplätze verfügte. Seeth war zudem, gemeinsam mit Schumann und einem weiteren Schwager, dem britischen Jongleur und Pferdedresseur Joe Hodgini (eigentlich Joseph Henry Hodges; 1865–1950), Aktionär der Aktien-Gesellschaft für Zirkus- und Theaterbau, die das Schumann-Theater betrieb. Unter Seeths Direktion fanden in diesem Theater neben dem klassischen Zirkusrepertoire auch zunehmend Varieté-Veranstaltungen mit den bekanntesten zeitgenössischen Künstlern statt.